# Méir Chétrit
 (décembre 2019).
Si vous disposez d'ouvrages ou d'articles de référence ou si vous connaissez des sites web de qualité traitant du thème abordé ici, merci de compléter l'article en donnant les références utiles à sa vérifiabilité et en les liant à la section « Notes et références ».
Méir Chétrit (en hébreu : מאיר שטרית), né le 10 octobre 1948, est un homme politique israélien.
Membre du Likoud, de Kadima puis d'Hatnuah, il siège à la Knesset et exerce plusieurs fonctions ministérielles entre 1999 et 2009. Candidat à l'élection présidentielle de 2014, il est battu au second tour par Reuven Rivlin (Likoud).

## Vie privée
Chétrit est né à Ksar Es Souk, l'actuelle Errachidia, au Maroc et sa famille a immigré en Israël. Il a suivi un programme de master en politique publique et est diplômé de l'université Bar-Ilan. Il est marié et père de deux enfants.

## Carrière politique
Il entame sa carrière politique en 1974 à son élection en tant que maire de Yavné, poste qu'il occupe jusqu'en 1987.
Il est élu à la Knesset en 1981 et est parlementaire jusqu'en 1988 puis depuis 1992. En 1988, il est élu trésorier de Agence juive pour Israël et reste à ce poste jusqu'en 1992.
En 1996, il est élu à la tête de la coalition politique construite autour du Likoud.
En 1998, il devient Ministre des finances du gouvernement de Benjamin Netanyahou. Depuis 2001, il est ministre de la Justice puis des Transports dans les deux gouvernements successifs de Ariel Sharon.
À la formation de Kadima, Chétrit quitte le Likoud en 2005 et rejoint le nouveau parti. Il devient ministre du Logement et de la Construction du gouvernement Olmert après les élections législatives de mars 2006.
En juillet 2006, pendant le déroulement de l'opération Pluie d'été dans la Bande de Gaza, Meir Chetrit déclare qu'il s'opposerait « à un éventuel plan de repli en Judée et Samarie », créant la première dissension enregistrée au sein du nouveau gouvernement.
Le 23 août 2006, il est nommé ministre de la Justice par intérim en remplacement de Haïm Ramon qui a démissionné le 20 août après son inculpation dans une affaire de harcèlement sexuel.
En décembre 2012, il annonce qu'il quitte Kadima pour rejoindre Hatnuah, le nouveau parti de Tzipi Livni.
Le 26 mai 2014, Méir Chetrit a annoncé sa candidature pour les prochaines élections présidentielles en Israël.

## Fonctions
- Du 23 février 1999 au 6 juillet 1999 : Ministre des Finances.
- Du 7 mars 2001 au 28 février 2003 : Ministre de la Justice.
- Du 28 février 2003 au 5 juillet 2004 : Ministre des Finances.
- Du 4 juillet 2004 au 31 août 2004 : Ministre par intérim des Transports.
- Du 31 août 2004 au 4 mai 2006 : Ministre des Transports.
- Du 18 janvier 2006 au 4 mai 2006 : Ministre de l'Éducation, de la Culture et des Sports.
- Du 4 mai 2006 au 4 juillet 2007 : Ministre du Logement et de la Construction.
- Du 23 août 2006 au 29 novembre 2006 : Ministre de la Justice par intérim.
- Du 4 juillet 2007 au 31 mars 2009 : 7e vice-premier ministre et ministre de l’Intérieur.